# العلاقات الباهاماسية الكورية الجنوبية
العلاقات الباهاماسية الكورية الجنوبية هي العلاقات الثنائية التي تجمع بين باهاماس وكوريا الجنوبية.

## مقارنة بين البلدين
هذه مقارنة عامة ومرجعية للدولتين:
| وجه المقارنة                                              | باهاماس      | كوريا الجنوبية                                                          |
| --------------------------------------------------------- | ------------ | ----------------------------------------------------------------------- |
| المساحة (كم2)                                             | 13.88 ألف    | 100.30 ألف                                                              |
| عدد السكان (نسمة)                                         | 395.36 ألف   | 51.47 مليون                                                             |
| الكثافة السكانية (ن./كم²)                                 | 28.48        | 513.16                                                                  |
| العاصمة                                                   | ناساو        | سول                                                                     |
| اللغة الرسمية                                             | لغة إنجليزية | اللغة الكورية                                                           |
| العملة                                                    | دولار بهامي  | وون كوري جنوبي                                                          |
| الناتج المحلي الإجمالي (بليون دولار)                      | 12.16 مليار  | 1.53 تريليون                                                            |
| الناتج المحلي الإجمالي (تعادل القوة الشرائية) بليون دولار | 8.92 مليار   | 1.75 تريليون                                                            |
| الناتج المحلي الإجمالي الاسمي للفرد دولار أمريكي          | 22.82 ألف    | 27.22 ألف                                                               |
| الناتج المحلي الإجمالي للفرد دولار أمريكي                 |              |                                                                         |
| مؤشر التنمية البشرية                                      | 0.790        | 0.901                                                                   |
| رمز المكالمات الدولي                                      | +1242        | +82                                                                     |
| رمز الإنترنت                                              | .bs          | .kr                                                                     |
| المنطقة الزمنية                                           | 00           | توقيت كوريا الجنوبية، ت ع م+09:00، آسيا/سيول ‏، ت ع م+08:00، ت ع م+08:30 |

## منظمات دولية مشتركة
يشترك البلدان في عضوية مجموعة من المنظمات الدولية، منها:
| علم المنظمة | اسم المنظمة                               | تاريخ انضمام باهاماس | تاريخ انضمام كوريا الجنوبية |
| ----------- | ----------------------------------------- | -------------------- | --------------------------- |
|             | مؤسسة التمويل الدولية                     | 8 ديسمبر 1986        | 16 مارس 1964                |
|             | منظمة حظر الأسلحة الكيميائية              | ?                    | ?                           |
|             | يونسكو                                    | 23 أبريل 1981        | 14 يونيو 1950               |
|             | الأمم المتحدة                             | 18 سبتمبر 1973       | 17 سبتمبر 1991              |
|             | منظمة الشرطة الجنائية الدولية             | ?                    | ?                           |
|             | البنك الدولي للإنشاء والتعمير             | 21 أغسطس 1973        | 26 أغسطس 1955               |
|             | الاتحاد البريدي العالمي                   | ?                    | ?                           |
|             | مؤسسة التنمية الدولية                     | 23 يونيو 2008        | 18 مايو 1961                |
|             | الفريق المعني برصد الأرض                  | ?                    | ?                           |
|             | المركز الدولي لتسوية المنازعات الاستشارية | 18 نوفمبر 1995       | 23 مارس 1967                |
|             | وكالة ضمان الاستثمار متعدد الأطراف        | 4 أكتوبر 1994        | 12 أبريل 1988               |

## وصلات خارجية
- موقع وزارة الخارجية الكورية الجنوبية